# Toftir
Toftir er en bygd på Færøerne beliggende i den sydlige ende af Eysturoy, på østsiden af Skálafjørðurs munding, hvor den er én af en række bygder, som efterhånden danner en bebyggelse over en strækning på 10 km. Bygden hører fra 1967 til Nes kommuna sammen med Nes og Saltnes. Fra Toftir er der gode busforbindelser til det øvrige Eysturoy.
Toftir fik sin første skole i 1895. Den nuværende skole åbnede i 1958. Den er siden blevet ombygget og renoveret, senest i 2008, og har undervisning fra 1. til 10. klasse.

## Erhvervsliv
Havneanlægget er blevet udbygget ad flere omgange og har givet plads til flere virksomheder med fiskeri og søfart, bl.a. M.J. Saltsøla, som sælger salt til skibe og virksomheder. Her er også hovedsædet for Fiskamarknaður Føroya (Færøernes Fiskeauktion), som blev etableret i 1993.

## Sport
Bygdens sportsanlæg på Svangaskarð, som er et kombineret atletik og fodboldanlæg, stod færdigt i 1992 og fungerede de første år som hjemmebane for Færøernes fodboldlandshold. Anlægget  er i dag trænings- og kursuscenter for det færøske fodboldforbund samt hjemmebane for den lokale fodboldklub B68.
Bygdens svømmeklub hedder FLOT. Klubben blev startet í 1984, og efter at have været nedlagt genstartet i 1992. Siden da har klubben været aktiv.  Træningen foregår i skolens svømmehal. 
Ternan er en volleyballklub fra Toftir, som  blev stiftet den 17. februar 2010. Ternan har børne, ungdomshold og voksenhold for kvinder og mænd.

## Kirken
Fríðrikskirkjan er en moderne kirkebygning beliggende mellem Nes og Toftir. Grundstenen blev lagt 7. oktober 1993, og den færdige bygning indviedes 27. november 1994. Den er opkaldt efter den færøske provst Fríðrikur Petersen, som virkede i sognet fra 1900 til 1917. Den nye kirke erstatter den gamle kirke i Nes fra 1843.

## Historie
Toftir har en historie som går tilbage til landnamstiden, men er første gang nævnt skriftligt i 1584. Stedets navn før Den sorte død i 1349 skal have været Hella, som betyder «hældning». Ifølge lokale sagn overlevede kun en kvinde Den sorte død, og bygden blev liggende i ruiner, deraf navnet Toftir som betyder «tofter».
Fra at være to gårde i 1584 voksede bygden fra omkring 1845, i takt med at større dele af udmarken blev opdyrket. 
Efter monopllhandelens ophør i 1856, fik fiskeri og produktion af klipfisk stor betydning her som andre steder på Færøerne, og der blev oprettet handler og virksomheder.
Handels- og rederivirksomheden D.P. Højgaards Eftf. blev grundlagt i 1904 havde en stor betydning for bygdens udvikling.

## Turisme
Lokalmuseet for Nes Kommune i Nes består af fire huse, fra det 19. århundrede, som er: Den gamle præstegård fra 1863, en gård fra 1845, et fiskerhus fra 1875 og et hus fra 1876.

## Personer fra Toftir
- Hans Jacob Højgaard (1904-1992) var en færøsk komponist og korleder. Han komponerede en lang række melodier til færøske sange og salmer.
- Jógvan I. Olsen (1930-) er en tidligere færøsk skibsreder og politiker (SB). Han var Lagtingets formand fra juli til september 1994 og 1995–1998.
- Johan Martin Fredrik Poulsen (1890-1980) var en færøsk lærer og politiker (SB).

## Galleri
Fra venstre: Friðrikskirkjan Toftir - Udsigt mod Runavík fra Toftir - Fjorden Skálafjørður.